# Congratulations
Congratulations var 50-års jubilæumsshowet for Eurovision Song Contest. Showet fandt sted i Forum, København den 22. oktober 2005. Showet er opkaldt efter Cliff Richards grandprix-sang fra 1968.

## Deltagende lande
Fjorten sange vil konkurrere i Congratulations. I maj 2005 åbnede EBU en afstemning på sin hjemmeside for at vælge ti sange, der ville være med i begivenheden. Vælgerne valgte deres to yndlingssange fra hver af de fem årtier: 1956-1965, 1966-1975, 1976-1985, 1986 1995 og 1996 til 2005. De resterende fire sange ville blive udvalgt af EBUs referencegruppe. Den 16. juni 2005 blev fjorten udvalgte sange annonceret, selv om der ingen indikation blev givet, hvilke var valgt online, og af referencegruppen. Elleve af de fjorten sange var vindere af konkurrencen; kun "Nel blu di pinto di blu", "Congratulations" og "Eres Tú" var ikke. To lande, Storbritannien og Irland, var repræsenteret to gange på listen.

### Semifinalen (første runde)
Alle 32 lande stemte i første runde. De fem sange, der er markeret med orange er kvalificeret til den anden og sidste runde.
| Nr. | Land           | Sprog     | Artist             | Sang                            | Engelsk oversættelse     | Plads | Points |
| --- | -------------- | --------- | ------------------ | ------------------------------- | ------------------------ | ----- | ------ |
| 1   | Storbritannien | Engelsk   | Cliff Richard      | "Congratulations"               | -                        | 8     | 105    |
| 2   | Irland         | Engelsk   | Johnny Logan       | "What's Another Year?"          | -                        | 12    | 74     |
| 3   | Israel         | Hebræisk  | Dana International | "Diva"                          | -                        | 13    | 39     |
| 4   | Spanien        | Spansk    | Mocedades          | "Eres tú"                       | You are                  | 11    | 90     |
| 5   | Tyskland       | Tysk      | Nicole             | "Ein bißchen Frieden"           | A little peace           | 7     | 106    |
| 6   | Italien        | Italiensk | Domenico Modugno   | "Nel blu dipinto di blu"        | In the blue painted blue | 2     | 200    |
| 7   | Sverige        | Engelsk   | ABBA               | "Waterloo"                      | -                        | 1     | 331    |
| 8   | Danmark        | Engelsk   | Olsen Brothers     | "Fly on the Wings of Love"      | -                        | 6     | 111    |
| 9   | Luxembourg     | Fransk    | France Gall        | "Poupée de cire, poupée de son" | Wax doll, sawdust doll   | 14    | 37     |
| 10  | Tyrkiet        | Engelsk   | Sertab Erener      | "Everyway That I Can"           | -                        | 9     | 104    |
| 11  | Schweiz        | Fransk    | Celine Dion        | "Ne partez pas sans moi"        | Do not leave without me  | 10    | 98     |
| 12  | Irland         | Engelsk   | Johnny Logan       | "Hold Me Now"                   | -                        | 3     | 182    |
| 13  | Storbritannien | Engelsk   | Brotherhood of Man | "Save Your Kisses for Me"       | -                        | 5     | 154    |
| 14  | Grækenland     | Engelsk   | Helena Paparizou   | "My Number One"                 | -                        | 4     | 167    |

### Finale (Anden runde)
Alle 32 lande stemte i anden runde.
| Nr. | Land           | Sprog     | Artist             | Sang                      | Engelsk oversættelse     | Plads | Points |
| --- | -------------- | --------- | ------------------ | ------------------------- | ------------------------ | ----- | ------ |
| 1   | Italien        | Italiensk | Domenico Modugno   | "Nel blu dipinto di blu"  | In the blue painted blue | 2     | 267    |
| 2   | Sverige        | Engelsk   | ABBA               | "Waterloo"                | -                        | 1     | 329    |
| 3   | Irland         | Engelsk   | Johnny Logan       | "Hold Me Now"             | -                        | 3     | 262    |
| 4   | Storbritannien | Engelsk   | Brotherhood of Man | "Save Your Kisses for Me" | -                        | 5     | 230    |
| 5   | Grækenland     | Engelsk   | Helena Paparizou   | "My Number One"           | -                        | 4     | 245    |